# Méliphage à face blanche
Melidectes leucostephes
Espèce
Statut de conservation UICN

 LC  : Préoccupation mineure
Le Méliphage à face blanche (Melidectes leucostephes) est une espèce de passereaux de la famille des Meliphagidae.

## Répartition
Cet oiseau peuple la Nouvelle-Guinée occidentale (péninsules de Doberai et Bomberai).

## Classification
Le nom valide complet (avec auteur) de ce taxon est Melidectes leucostephes (Meyer, 1874).
L'espèce a été initialement classée dans le genre Melirrhophetes sous le protonyme Melirrhophetes leucostephes A.B.Meyer, 1874.
Ce taxon porte en français le nom vernaculaire ou normalisé suivant : Méliphage à face blanche.
Melidectes leucostephes a pour synonyme :
- Melirrhophetes leucostephes A.B.Meyer, 1874